# Bussole

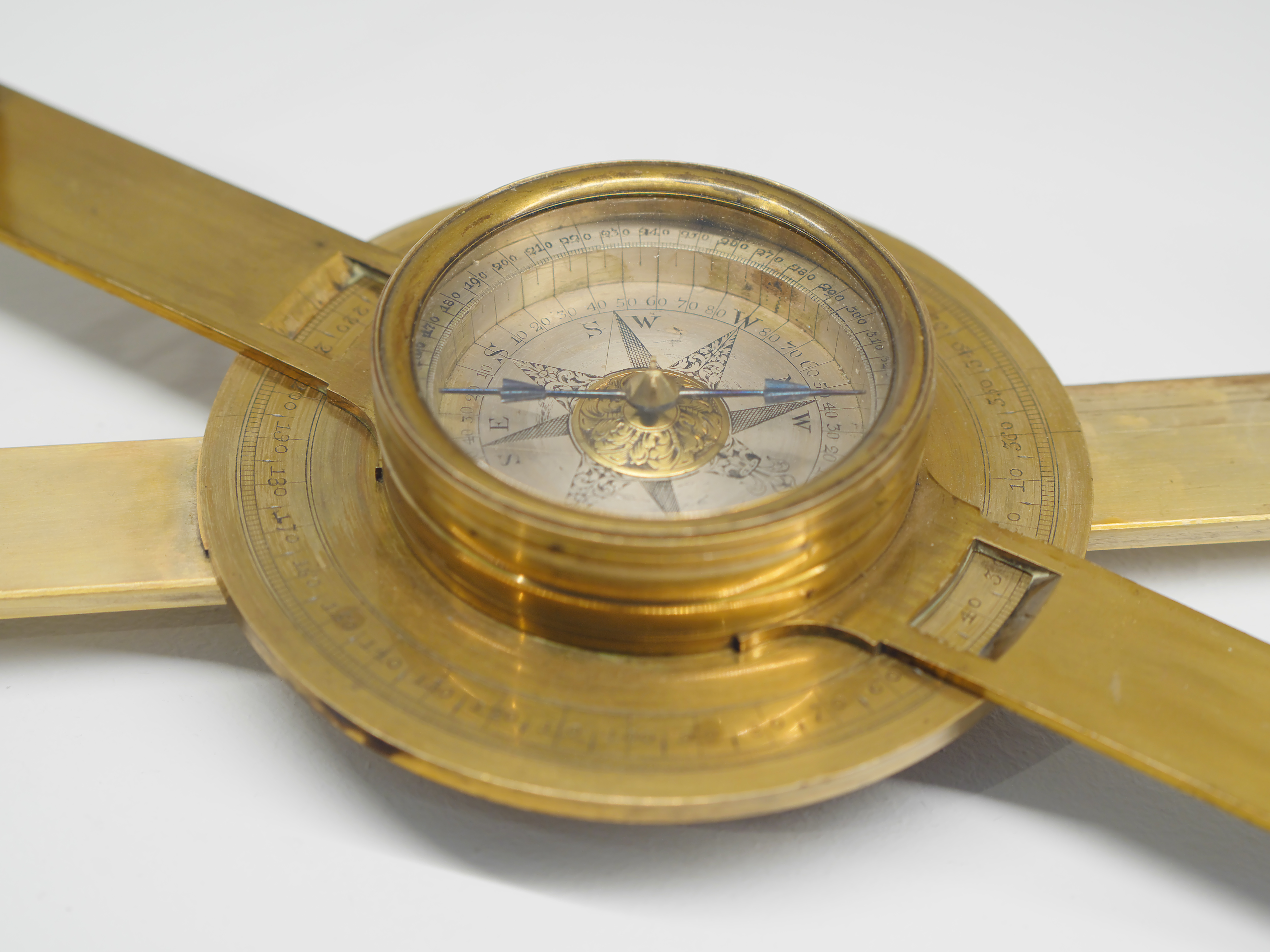
Diopter-Bussole aus Großbritannien um 1760

Bussole (von ital. bussola „Büchse“) ist die Bezeichnung für eine spezielle Ausführung von Magnetnadelinstrumenten und Kompassen. Sie haben unterhalb einer frei beweglich aufgehängten Magnetnadel in einer Kapsel ein horizontal gelagertes kreisförmiges und in 360 Winkelgrade sowie Himmelsrichtungs-Marken unterteiltes Zifferblatt oder eine Windrose.
Ein inkonsequenter Sprachgebrauch setzt Bussole mit einem Kompass im Allgemeinen gleich. Daher wird der Begriff oft generell auf die Ausführung von Kompassen mit Peilvorrichtung angewendet. In diesem Sinn ist ein Bussoleninstrument ein mit zusätzlichem Präzisionskompass ausgerüstetes Messgerät.
Bis etwa 1970 waren Bussolentheodolite in Gebrauch. Es sind Theodolite mit eingebauter Vollkreisbussole oder aufsetzbarer Röhrenbussole, die eine magnetische Orientierung auf unter 0,1° erlaubten. Auch manche für Expeditionen eingesetzten Fototheodolite hatten dieses Zubehör.